# Borger-Odoorn

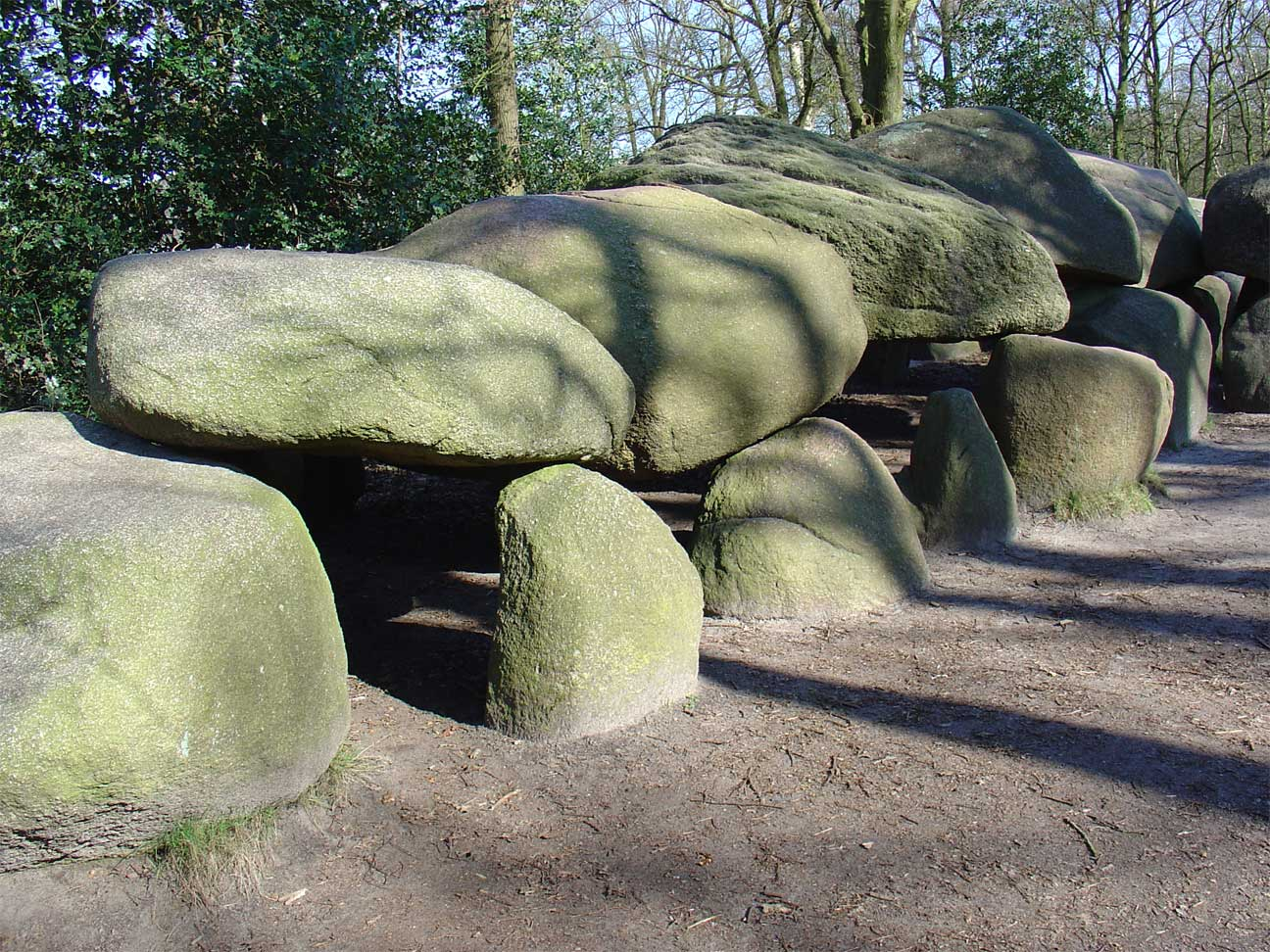
Nederländernas största megalitgrav nära Borger.

Borger-Odoorn är en kommun i provinsen Drenthe i Nederländerna. Kommunens totala area är 277,92 km² (där 2,74 km² är vatten) och invånarantalet är på 26 343 invånare (2005).